# Vino SKO Team
Vino SKO Team is een Kazachse wielerploeg. De ploeg bestaat sinds 2014 en komt uit in de continentale circuits van de UCI.

## Ploegleiders
Allen met de Kazachse nationaliteit
| Voormalig Sergej Kroetsjina (2014-2017) Vladimir Volosjin (2014-2018) Vladislav Gorbojenov (2017-2018) Sergej Vlassenko (2019) | 2020 Sergej Danniker (2014-2020) Aleksandr Sjoesjemoin (2018-2020) Jevgenïy Nepomnyaşşïy (2019-2020) Sergej Jakovlev (2020) |

## Renners
Allen met de Kazachse nationaliteit
| Voormalig Timur Kazantsev (2014) Vitaliy Murukhin (2014) Kirill Prolubnikov (2014) Vitaliy Zverev (2014-2015) Vladislav Filipovich (2015) Vadïm Galejev (2015) Tilegen Majdos (2015) Artyom Golovachshenko (2014-2016) Aleksandr Sjoesjemoin (2014-2016) Jandos Bïjigitov (2015-2016) Sergey Vlassenko (2014-2017) Jevgenï Gïdïç (2015-2017) Dmitriy Lukyanov (2015-2017) Timur Kuat (2017) | 0 Taras Voropayev (2014-2018) Oleg Zemlyakov (2014-2016, 2018) Aspan Zhukenov (2016-2018) Jevgenïy Nepomnyaşşïy (2017-2018) Arman Kamışev (2018) Anton Kharchenko (2018) Vïktor Okïşev (2018) Dmitriy Vaint (2018) Aleksey Voloşïn (2015-2019) Nikita Sokolov (2017-2019) Dmitriy Lessechko (2018-2019) Vadim Pronskiy (2019) | 2020 Stepan Astafjev (2014-2020) Aleksandr Ovsjannikov (2016-2020) Kajrat Chadylbek (2017-2020) Aleksandr Semjonov (2018-2020) Gleb Broessenski (2019-2020) Igor Tsjzjan (2019-2020) Jevgeniy Fedorov (2019-2020) Matvej Nikitin (2019-2020) Daniil Pronski (2019-2020) Grigori Sjtejn (2019-2020) Iogan Sjtejn (2019-2020) Denis Boernasjov (2020) Daniil Maroechin (2020) Dinmoechammed Oelysbajev (2020) |

## Overwinningen
| 2015 1e etappe Ronde van Iran (Azerbeidzjan): Aleksandr Sjoesjemoin 2016 2e etappe Ronde van de Filipijnen: Oleg Zemlyakov Eindklassement Ronde van de Filipijnen: Oleg Zemlyakov 2e etappe Ronde van Taiwan: Stepan Astafjev 6e etappe Ronde van Iran (Azerbeidzjan): Jevgenï Gïdïç 6e etappe Ronde van Korea: Jandos Bïjigitov 3e etappe Ronde van het Qinghaimeer: Jevgenï Gïdïç 5e etappe Ronde van het Qinghaimeer: Jevgenï Gïdïç 1e etappe Ronde van Bulgarije: Jevgenï Gïdïç 2017 1e etappe Ronde van Thailand: Jevgenï Gïdïç Eindklassement Ronde van Thailand: Jevgenï Gïdïç Proloog Ronde van Oekraïne: Stepan Astafjev 13e etappe Ronde van het Qinghaimeer: Jevgenï Gïdïç 2e etappe Ronde van Iran (Azerbeidzjan): Aleksey Voloşïn | 2018 Grote Prijs van Side: Stepan Astafjev 2e etappe Sri Lanka T-Cup: Jevgenïy Nepomnyaşşïy Ronde van Cappadocia: Alexandr Ovsyannikov 2019 Aziatisch kampioen U23, tijdrit: Jevgeniy Fedorov Odessa Grand Prix: Matvey Nikitin 4e etappe Ronde van Iran (Azerbeidzjan): Igor Chzhan 2020 1e etappe Ronde van Langkawi: Jevgeniy Fedorov 1e etappe Ronde van Rwanda: Jevgeniy Fedorov Grand Prix Velo Alanya: Daniil Pronskiy 2e etappe Ronde van Szeklerland: Jevgeniy Fedorov |

### Nationale kampioenschappen
2015: Kazachs kampioen, wegwedstrijd: Oleg Zemlyakov